# Кістковий епіфіз

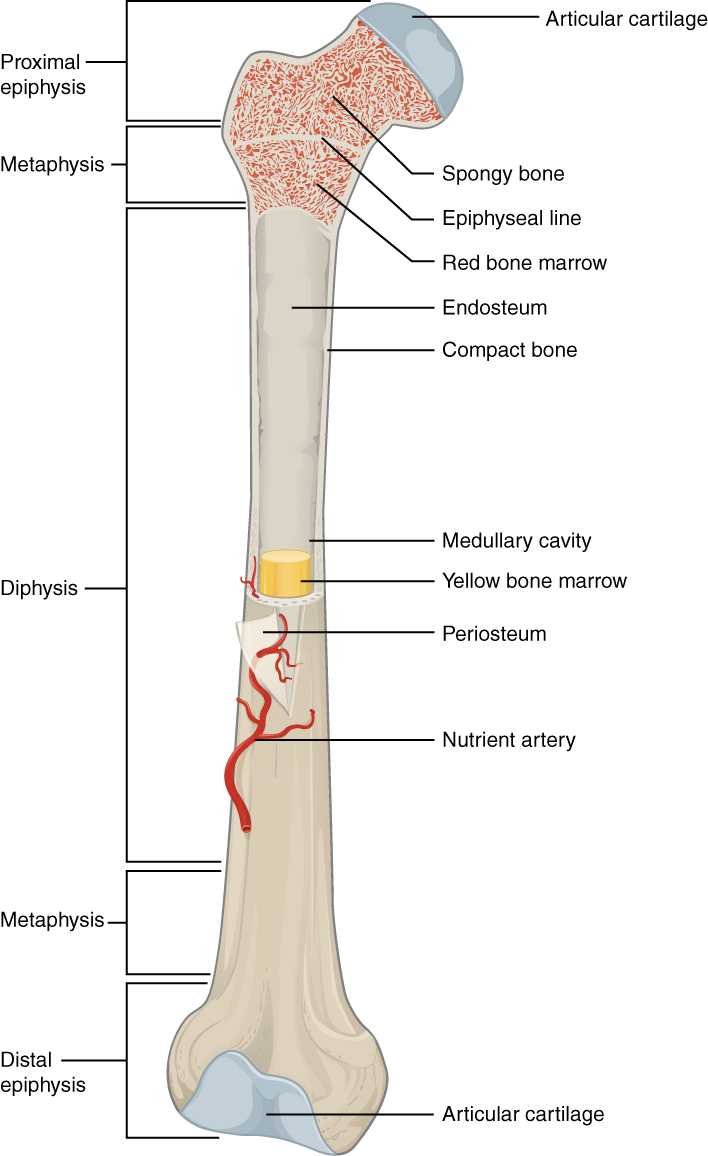
Структура трубчастої кістки

Епіфі́з (лат. epiphysis, від дав.-гр. ἐπί — «нагорі, над» + φύσις — «рост»), наросток — закруглений, частіше розширений, кінцевий відділ трубчастої кістки, яка формує суглоб із суміжною кісткою за допомогою зчленування їх суглобових поверхонь. Одна з суглобових поверхонь зазвичай опукла (розташовується на суглобовій голівці), а інша увігнута (формується суглобовою ямкою).
Кісткова тканина епіфіза має губчасту структуру. Між епіфізом і діафізом кістки лежать хрящова епіфізарна пластинка й метафіз, за рахунок яких відбувається ріст кістки. Суглобова поверхня епіфіза покрита суглобовим хрящем, під яким розташовується субхондральна пластинка, багата на капіляри та нервові закінчення.
Епіфіз заповнений червоним кістковим мозком, що синтезує еритроцити.

## Патологія
До захворювань епіфізу відносяться розсікаючий остеохондрит, хондробластома, остеобластокластома та ін.